# Octineonidae
Octineonidae é uma família de cnidários antozoários da infraordem Athenaria, subordem Nyantheae (Actiniaria).

## Géneros
- Octineon Fowler, 1894